# Apple Multiple Scan 14 Display
Apple Multiple Scan 14 Display — 12,4-дюймовий ЕПТ-монітор із тіньовою маскою, який вироблявся компанією Apple Computer із 7 серпня 1995 року до 14 вересня 1996 року. Цей монітор має вбудовані динаміки, які можна під'єднати за допомогою кабелю з мініатюрним штекерним роз'ємом TRS на кожному кінці, а також він має роз'єм для навушників. Відеокабель використовує стандартний відеороз'єм Macintosh DA-15, а максимальна роздільну здатність монітору становить 800×600 рікселів.